# 백산초등학교 (전북)
백산초등학교는 대한민국 전북특별자치도 부안군 백산면 평교리에 있는 공립 초등학교이다.

## 학교 연혁
- 1923년 6월 1일 백산공립보통학교 설립인가
- 1938년 4월 1일 백산동공립심상소학교로 개칭
- 1941년 4월 1일 평교공립국민학교로 개칭
- 1946년 5월 31일 백산국민학교로 명칭 변경
- 1948년 8월 26일 대수국민학교 분리
- 1959년 12월 31일 백룡국민학교 분리
- 1963년 11월 28일 신죽국민학교 분리
- 1981년 3월 1일 병설유치원 개원
- 1983년 6월 1일 개교 60주년 기념행사 거행
- 1994년 2월 28일 신죽분교장 본교에 통폐합
- 1994년 12월 30일 다목적교실 신축, 급식소 신축
- 1996년 3월 1일 백산초등학교로 개칭
- 2003년 5월 2일 교사 개축(2동)
- 2003년 12월 4일 유치원 교사 신축(1동)
- 2006년 2월 28일 대수초등학교 본교에 통폐합
- 2006년 11월 1일 학교진입로 및 스쿨존 공사
- 2007년 2월 23일 영어체험실, 방송실, 도서관 개관
- 2009년 5월 19일 오투(O2) 체육관 준공
- 2020년 2월 12일 제96회 졸업식 졸업생 5명, 총 졸업생 수 9,546명
- 2020년 3월 1일 제28회 김영주 교장 부임
- 2021년 2월 10일 제97회 졸업식 졸업생 9명, 총 졸업생 수 9,555명

## 학교 상징
- 교화 - 철쭉 : 한국, 중국, 우수리 지역에만 자라는 극동 고유의 식물이다. 우리나라에서는 북한의 고산지대를 비롯하여 전국의 크고 작은 산 속에 널리 자생한다. 주로 산지에서 잘 자라며 꽃이 탐스러워 정원수로 주로 이용되는 낙엽관목이다.
- 교목 - 향나무 : 향나무는 햇빛을 아주 좋아하는 극양수(極陽樹)이고 건조한 곳이나 습한 곳 또는 추위에서도 적응력이 아주 강한 나무이다.
- 교조 - 까치 : 날개길이 20~22cm, 꽁지길이 24cm 가량으로 머리와 등은 검고 윤이 나며, 허리에는 회백색띠가 있다. 텃새로서 마을부근의 높은나뭇가지 위에 마른가지로 둥지를 틀고 사는데, 아침에이 새가 집 앞에 와서 울면 반가운 손이 온다는 속설이 있다.

## 참고 자료
- 백산초등학교 - 한국교육학술정보원 학교알리미